# Ponnamaravathi
Ponnamaravathi (o Ponnamaravati, Ponnamaravathy) è una suddivisione dell'India, classificata come town panchayat, di 11.710 abitanti, situata nel distretto di Pudukkottai, nello stato federato del Tamil Nadu. In base al numero di abitanti la città rientra nella classe IV (da 10.000 a 19.999 persone).

## Geografia fisica
La città è situata a 10° 18' 0 N e 78° 32' 60 E e ha un'altitudine di 151 m s.l.m..

## Società

### Evoluzione demografica
Al censimento del 2001 la popolazione di Ponnamaravathi assommava a 11.710 persone, delle quali 5.709 maschi e 6.001 femmine. I bambini di età inferiore o uguale ai sei anni assommavano a 1.301, dei quali 649 maschi e 652 femmine. Infine, coloro che erano in grado di saper almeno leggere e scrivere erano 8.787, dei quali 4.707 maschi e 4.080 femmine.